# Deodato Orlandi
Pour les articles homonymes, voir Orlandi.
Deodato Orlandi est un peintre italien du gothique tardif qui a été actif à Lucques et à Pise de 1284 à 1331.

## Biographie
Peintre de style byzantin on retrouve ses œuvres dans plusieurs villes de Toscane : des fresques, des retables  et des crucifix peints. D'abord influencé par les Berlinghieri, son style s'oriente ensuite vers celui de Giotto.

## Œuvres
- Cycle de fresques de la Vie de saint Pierre,  Portraits des papes, basilique San Pietro a Grado, Pise.
- Crucifix peint, musée du monastère des Clarisses  de San Miniato.
- Crucifix peint, musée national San Matteo, Pise.
- Crucifix de San Cerbone, musée de la villa Guinigi de Lucques.
- Vierge à l'Enfant trônant entre deux anges (1290), Lindenau-Museum, Altenbourg, Allemagne
- Madone, musée du Louvre, Paris

Crucifix peints
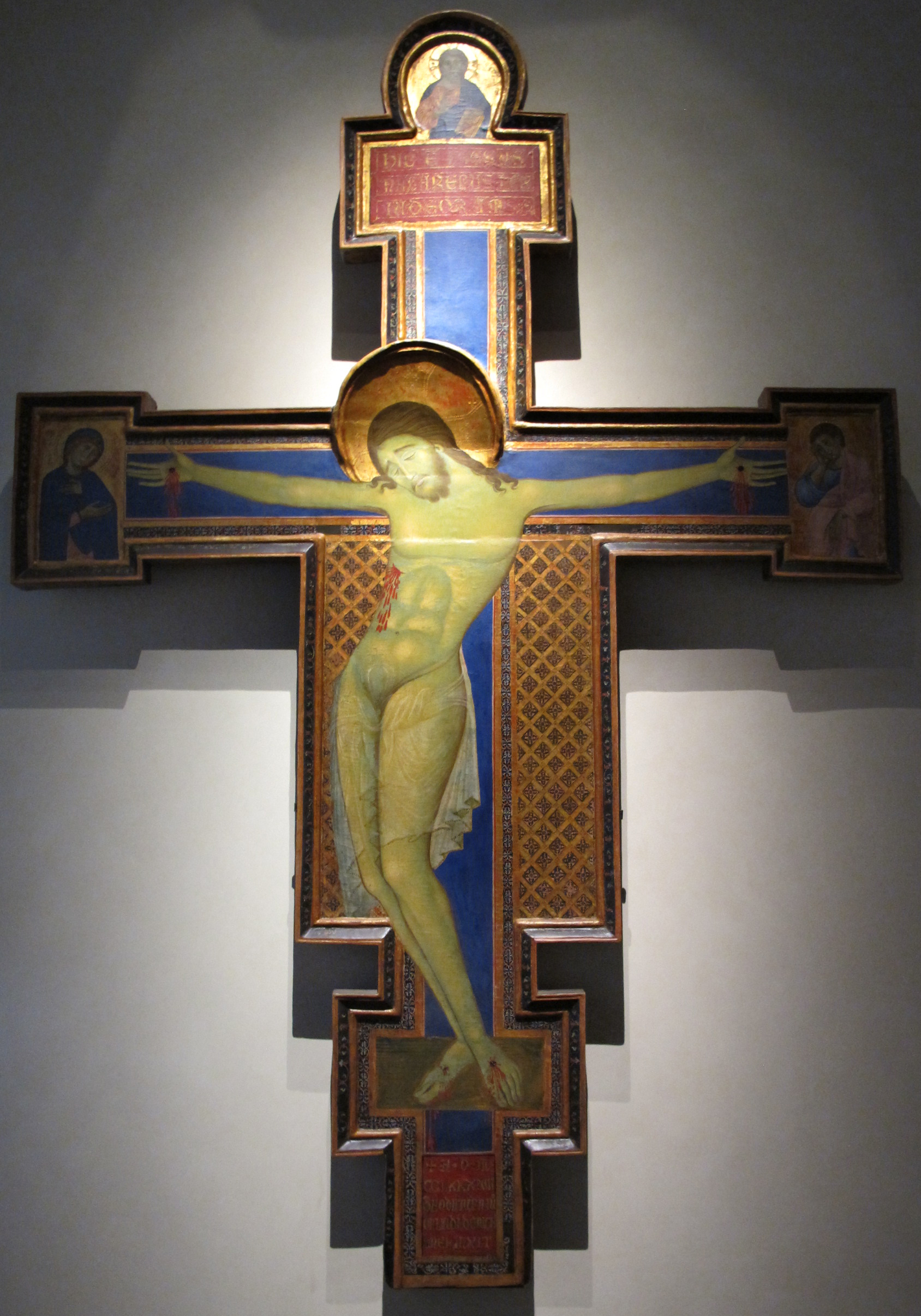
À Lucques.
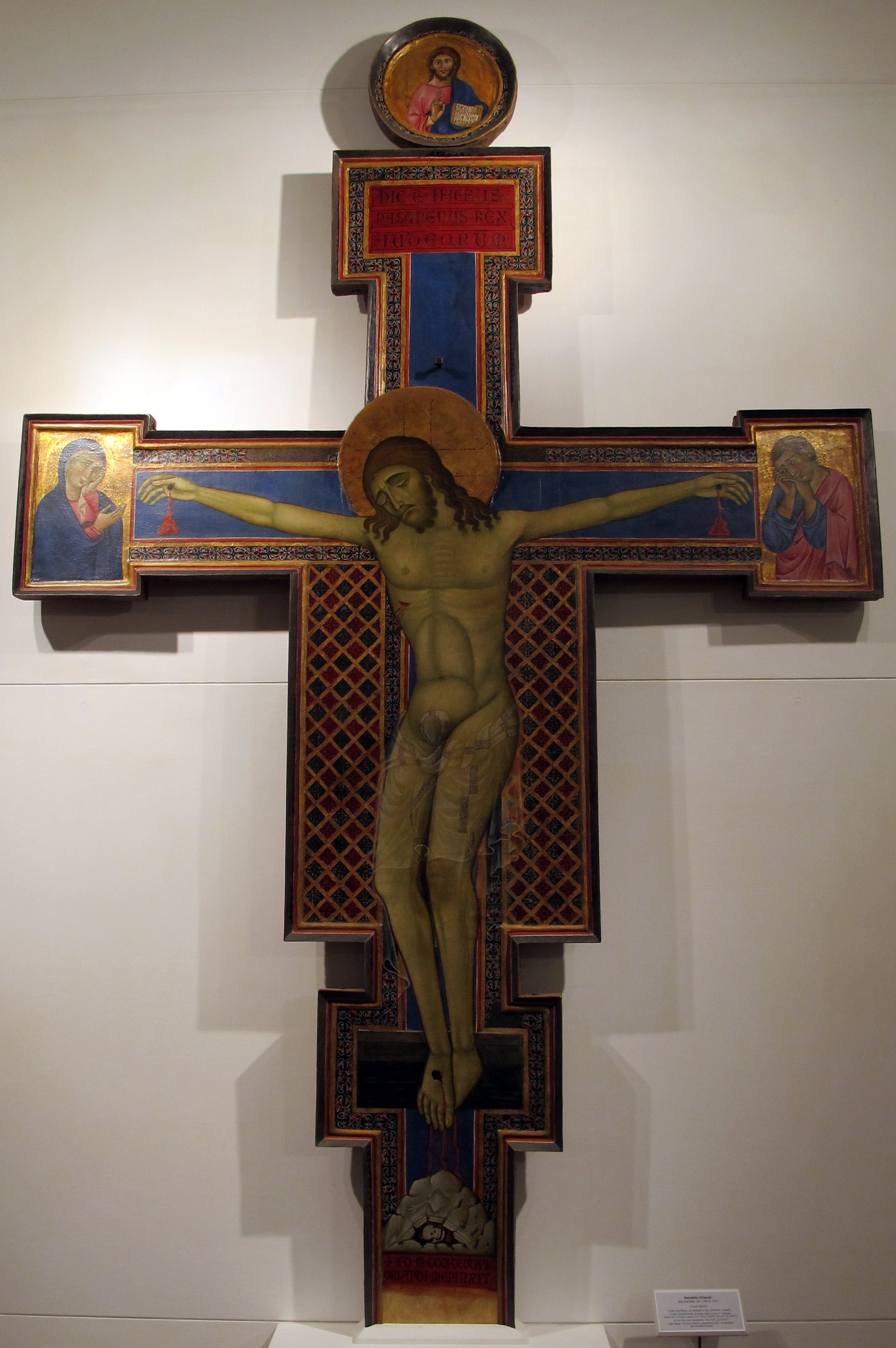
À San Miniato.